# Loppi
Loppi (Zweeds: Loppis) is een gemeente in de Finse provincie Zuid-Finland en in de Finse regio Kanta-Häme. De gemeente heeft een landoppervlakte van 597,69 km² en telt 7.749 inwoners (2022). Woonplaats van voormalig wereldkampioen motorcross Heikki Mikkola.